# Anaspis auberti
Anaspis auberti es una especie de coleóptero de la familia Scraptiidae.

## Distribución geográfica
Habita en Gabón.